# Isla Larga (Tennessee)
La Isla Larga  (en inglés: Long Island ) también conocida como la Isla Larga del Holston, es una isla en el río Holston en Kingsport en el este de Tennessee, Estados Unidos. La Isla era un espacio sagrado y el sitio de tratados entre los Cherokee. Daniel Boone comenzó a partir de aquí a despejar el camino del yermo a través del Cumberland Gap en 1775. Es un Distrito Histórico Nacional EE. UU.. La isla ha sido fuertemente transformada por el desarrollo industrial, y el personal de NPS ha recomendado la retirada de la condición de Monumento Histórico Nacional en 1996 debido a la pérdida de la integridad histórica.